# Retrocitomyia andina
Retrocitomyia andina är en tvåvingeart som beskrevs av Guilherme A.M.Lopes 1985. Retrocitomyia andina ingår i släktet Retrocitomyia och familjen köttflugor.
Artens utbredningsområde är Peru. Inga underarter finns listade i Catalogue of Life.